# Marockansk padda
Marockansk padda (Sclerophrys mauritanica) är en padda från Nordafrika som tillhör familjen äkta paddor.

## Utseende
Den marockanska paddan är en robust, påtagligt vårtig padda med distinkta rödbruna fläckar. Den kan bli upp till 12 cm lång.

## Utbredning
Arten finns, med delvis stora mellanrum men i stort antal, i Nordafrika från Marocko, norra Algeriet, Tunisien och de spanska besittningarna Melilla och Ceuta samt, osäkert, i Västsahara. Den är införd i Spanien där den lever i naturparken los Alcornocales.

## Vanor
Paddan är en anpassningsbar art som lever i ett flertal biotoper, likt klipplandskap, macchia, korkekslundar, odlad mark, oaser och floddalar, samt gärna vistas i närheten av mänsklig bebyggelse. I Atlasbergen kan den gå upp till 2 650 meters höjd. Den är inaktiv under dagen, då de gömmer sig under stenar eller i grävda utrymmen. Parning och larvutveckling sker i stillastående eller trögflytande vatten, även bräckt sådant, där honan kan lägga mellan 5 000 och 10 000 ägg.

## Status
Den marockanska paddan är klassificerad som livskraftig ("LC") av IUCN, och populationen är stabil. Några egentliga hot existerar knappast, men vissa, lokala begränsande faktorer kan vara byggnation och trafikdöd.